# أوروثيو الغلوكوز
أوروثيو الغلوكوز (أو ثيوغلوكوز الذهب) هو مركب كيميائي صيغته AuSC6H11O5؛ وهو مشتق من مشتقات الغلوكوز.
يستخدم أوروثيو الغلوكوز مادةً فعالةً في تركيب العقاقير لمعالجة التهاب المفاصل الروماتويدي. تعود أولى التقارير العلمية عن هذا الاستخدام إلى سنة 1935.